# 比克什德
比克什德（匈牙利語：Bükkösd）是匈牙利巴兰尼亚州所辖的一个村。总面积30.15平方公里，总人口1132，人口密度37.5人/平方公里（2011年1月1日）。